# Alejandra Romero
Alejandra Romero Bonilla (ur. 12 czerwca 1995) – meksykańska zapaśniczka w stylu wolnym. Zajęła piąte miejsce na mistrzostwach świata w 2018. Piąta na igrzyskach panamerykańskich w 2015, 2019 i 2022. Złota medalistka igrzysk Ameryki Środkowej i Karaibów w 2014. Triumfatorka mistrzostw panamerykańskich w 2018 i trzecia w 2016 i 2021 roku.